# Baltimoreklasse
De Baltimoreklasse was een klasse zware kruisers gebouwd voor de United States Navy en waren de laatste zware kruisers die gebouwd zouden worden tijdens de Tweede Wereldoorlog. De schepen leken erg op die van de Clevelandklasse. Hun hoofdtaak was het escorteren van lichte en zware vliegdekschepen.
De eerste van de 17 Baltimoreklasse-schepen werd in dienst gesteld in 1943 en een aantal deden nog dienst tot in de jaren 80, nadat ze waren uitgerust als kruisers van de Bostonklasse en Albanyklasse. Ze waren de laatste zware kruisers met 8-inch-kanonnen in dienst, de laatste, USS St. Paul, werd in 1971 uit dienst genomen.
De klasse diende ook als basis voor twee afgeleide klassen zware kruisers, welke bijna identiek waren in termen van algemene kenmerken: de Des Moines-klasse en de Oregon City-klasse. De Oregon City-klasse bestond uit gewoon opnieuw bestelde Baltimores maar dan met een andere opbouw, terwijl de Des Moines-klasse bestond uit verlengde uitvoeringen van de Baltimores, met een waterverplaatsing bijna gelijk aan het eerste moderne slagschip, HMS Dreadnought. Zij waren de belangrijkste ontvangers van de nieuwe 8-inch-drieloopssnelvuurkanonnen.

## Licht vliegdekschip van de Saipanklasse
De lichte vliegdekschepen van de Saipanklasse waren gebaseerd op de romp van de Baltimoreklasse, maar waren wel vanaf de kiel gebouwd als vliegdekschip en ze waren 2,4 meter breder dan de Baltimoreklasse. De eerdere lichte vliegdekschepen van de Independence-klasse waren aangepaste lichte kruisers van de Clevelandklasse, die op dat moment in aanbouw waren.
Ze hadden een zeer korte loopbaan als vliegdekschip, en dienden respectievelijk van 1948 tot 1954 (Saipan) en 1947 tot 1956 (Wright). Als vliegdekschip waren ze snel verouderd door de introductie van straalvliegtuigen in de jaren 50. Ze werden al snel te klein in een militaire omgeving waarin de 250 meter lange schepen van de Essexklasse algauw als krap en klein werden beschouwd. De twee schepen werden wel gezien als waardevolle rompen met veel binnenruimte en dus makkelijk voor andere doeleinden in te zetten. De werden omgebouwd eind jaren 50, de Saipan als communicatieschip USS Arlington en de Wright als commandoschip.

## Schepen

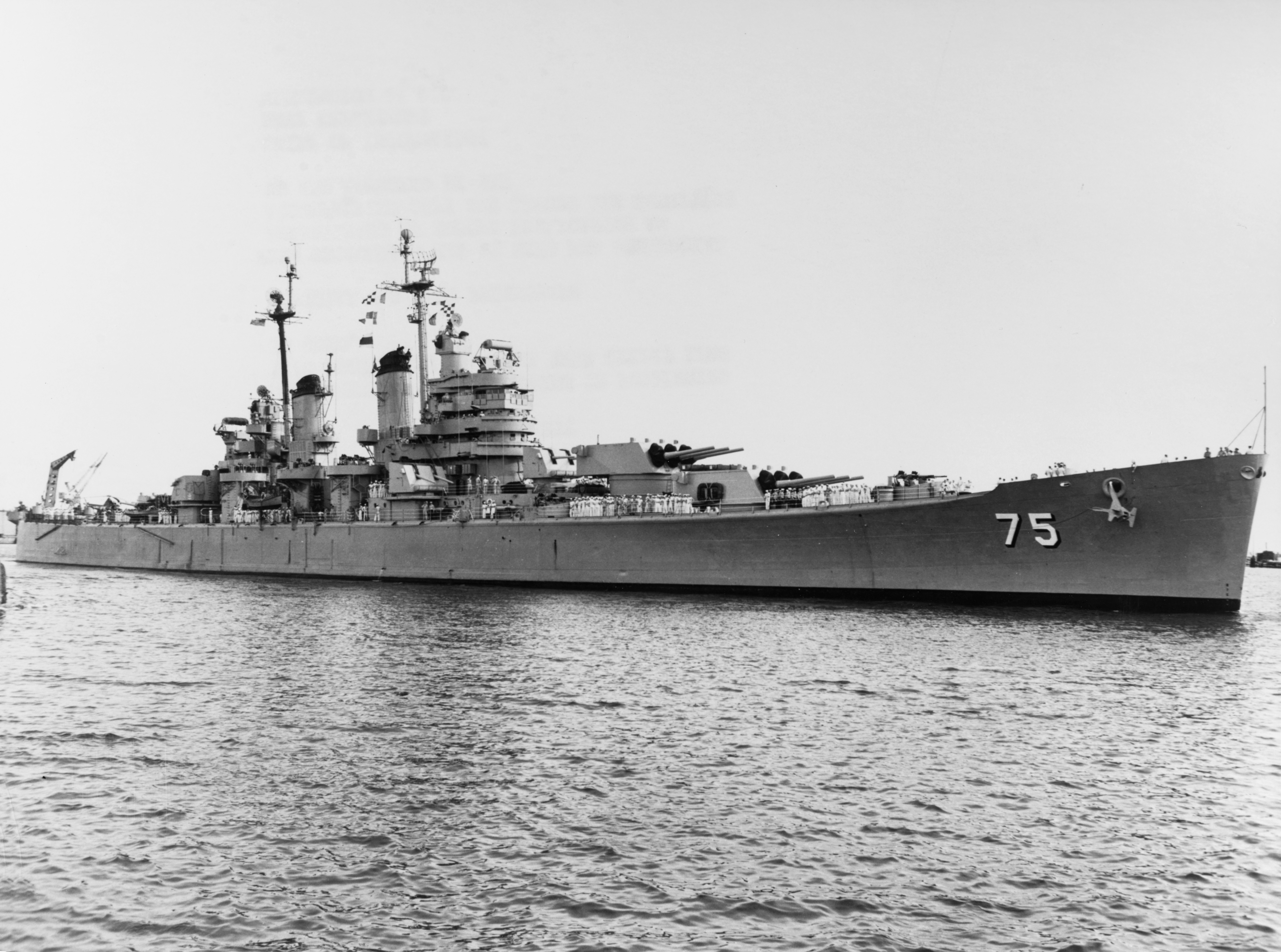
USS Helena

- Baltimore
- Boston
- Canberra
- Quincy
- Pittsburgh
- Saint Paul
- Columbus
- Helena
- Bremerton
- Fall River
- Macon
- Toledo
- Los Angeles
- Chicago